# Bársony János (jogász)
Bársony Imre János (Miskolc, 1850. november 15. (keresztelés) – Miskolc, 1905. június 6.) jogász, városi ügyész.

## Élete

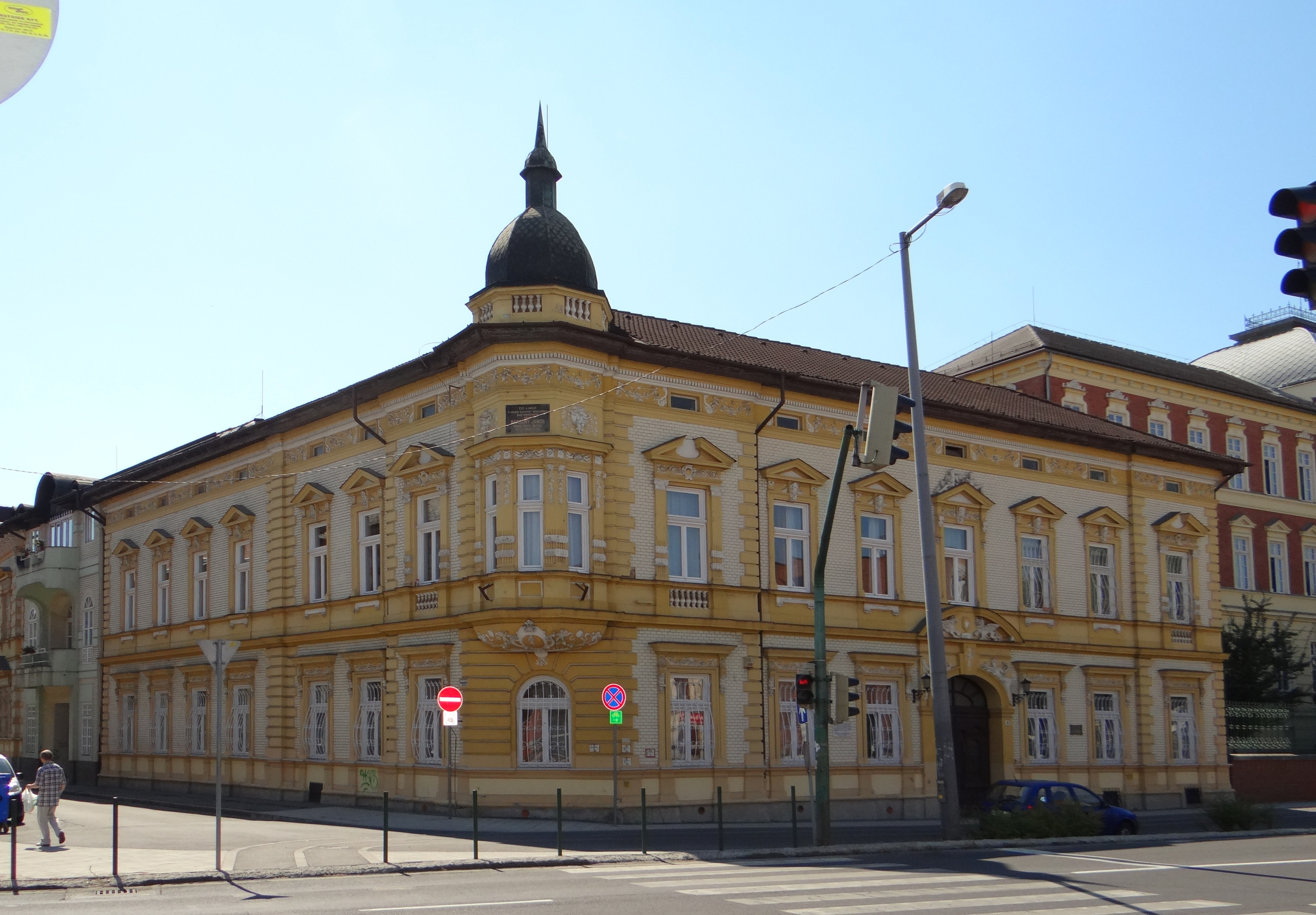
Bársony János egykori háza Miskolcon

Id. Bársony János lakatosmester és Stanga Mária fiaként született. Iskoláit is Miskolcon kezdte és Egerben fejezte be. Jogi képesítése megszerzése után, 1872-ben kezdte ügyvédi pályáját Miskolcon. 1885-ben városi, ún. tisztiügyész lett. A politikának is aktív résztvevője volt, a Függetlenségi és 48-as párt miskolci alelnöke volt. Felügyelője volt az ügyvédi kamarának, tagja volt a Miskolci  Takarékpénztárnak.
1891-ben kezdte háza építését az akkori Rákóczi és Rudas László utca sarkán. Az alapozáskor az ősember magyarországi létezésének első bizonyítékai kerültek elő: három kőeszköz, a nevezetes „Bársony-házi szakócák”. A leletről értesítette Herman Ottót, aki igazolta az eszközök eredetét és valódiságát, és korukat mintegy 40 000 évesre becsülte. Sok szakmabeli kétségbe vonta a leletek valódiságát, mert akkoriban még sokan elképzelhetetlennek tartották, hogy a Kárpát-medencében őskori kultúra lett volna. Végül a Szeleta-barlangban folytatott ásatások leletei szolgáltatták a végső bizonyítékot. A szakócák közül egy Herman Ottónál maradt, egyet a debreceni ítélőtábla elnökének ajándékozott, egy pedig a miskolci Herman Ottó Múzeumban tekinthető meg (Bársony János hagyatékából került oda). 
Bársony János jótékonykodó alkat volt, sokat tett a miskolci szegényekért, és a helyi kulturális életre is áldozott. Családja nem volt, teljes vagyonát végrendeletileg a városi szegényápoldára hagyta, de támogatta a Miskolci Dalárdaegyletet, az iskolaalapot, a városszépítést és a múzeumot is.

## Emlékezete
A városban utca és iskola (Bársony János Általános Iskola) viseli a nevét. Egykori lakóházán, a Rákóczi és a Kandia utca sarkán, márványtábla emlékezik meg róla, illetve az adományozás tényéről. A házban ma a Lévay József Református Gimnázium Tóth Pál diákotthona van. Sírja a Mindszenti temetőben van, a sírt díszítő gránit síremléket halála ötödik évfordulóján, 1913-ban állította a város.

## Képek

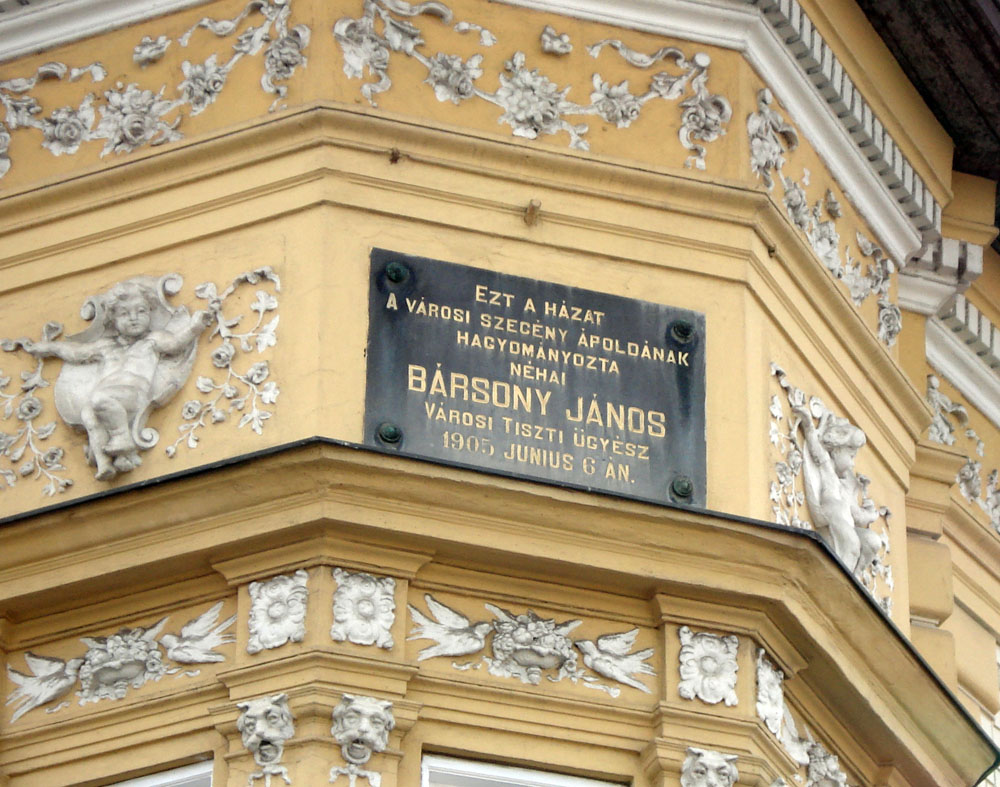
Emléktábla az adományozásról, Bársony János házán
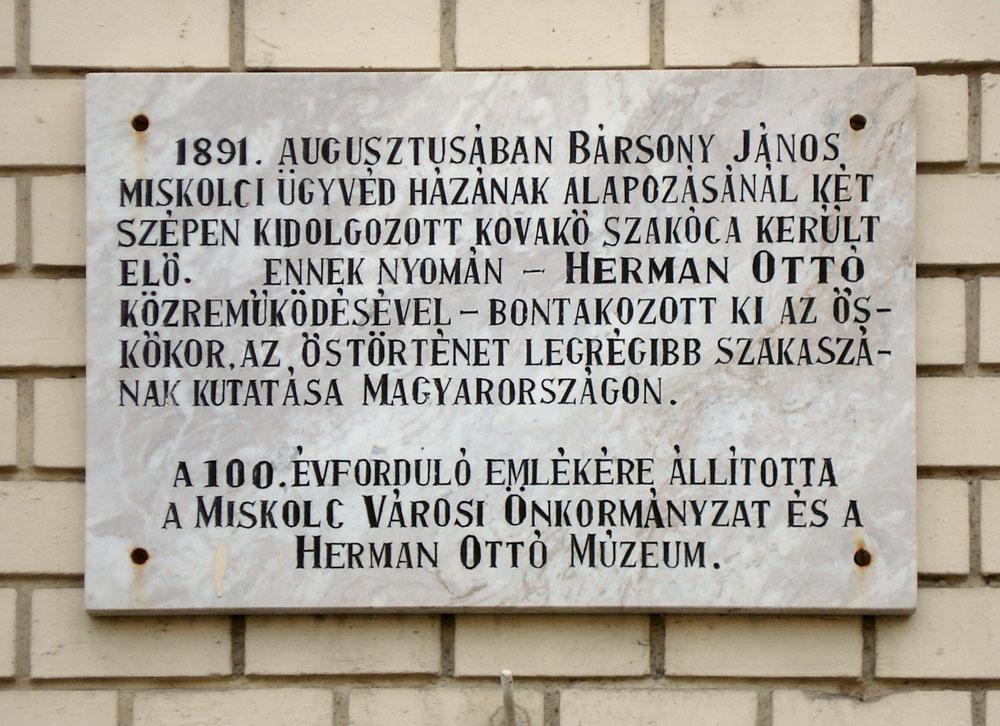
Emléktábla a szakócákról, Bársony János házán
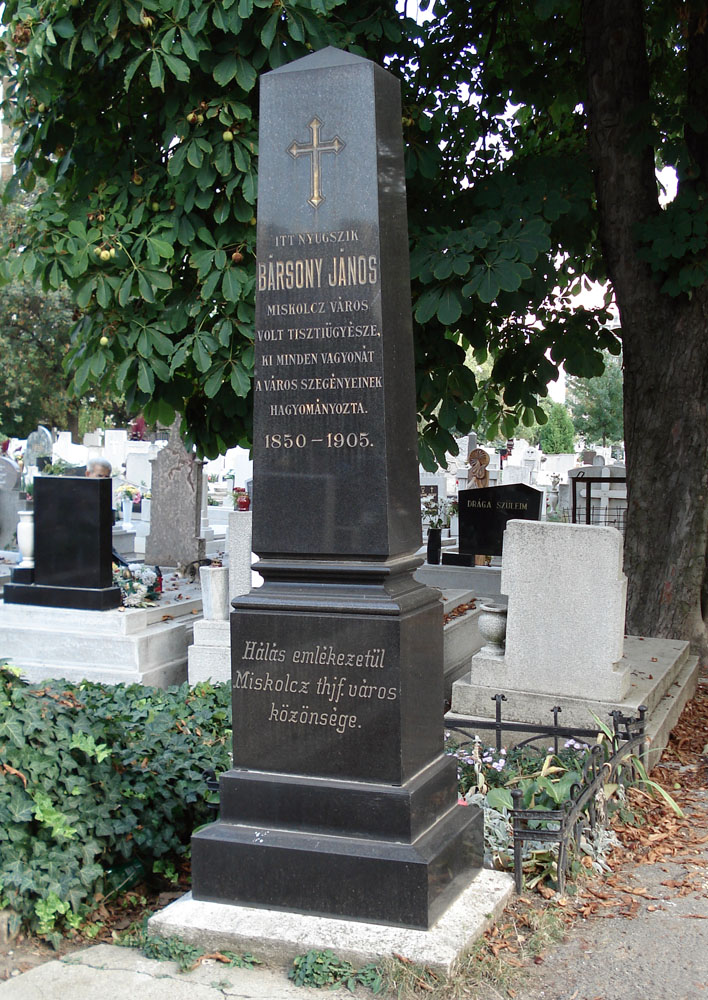
Bársony János sírja a mindszenti temetőben